# Friendly Floatees

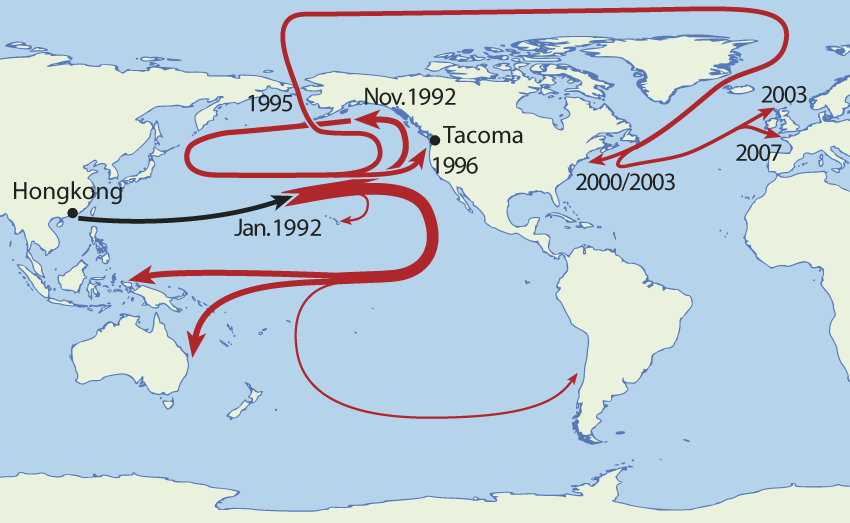
Weg der Friendly Floatees

Friendly Floatees (engl., dt. etwa Freundliche Treibteilchen) sind eine Charge von Quietscheentchen und anderen Plastiktieren, die berühmt wurden, nachdem sie bei einem Sturm über Bord gingen und im Meer trieben. Die Spielzeuge wurden aufgrund der Ozeanzirkulation über einen langen Zeitraum an verschiedenen Küsten angespült und gaben dabei Forschern Auskunft über Meeresströmungen. Verlorene Massengüter sind nur ein Teil einer großen Menge von Plastikmüll in den Ozeanen.

## Herkunft
Das unter griechischer Flagge fahrende Frachtschiff Ever Laurel geriet am 10. Januar 1992 auf dem Weg von Hongkong nach Tacoma (Washington, USA) in einen schweren Sturm. Im Nordpazifik an der Datumsgrenze verlor es dabei drei Container. Es wurden etwa 28.800 Kunststofftiere ins Meer gespült: gelbe Enten, grüne Frösche, blaue Schildkröten und rote Biber.

## Bedeutung für die Meereskunde

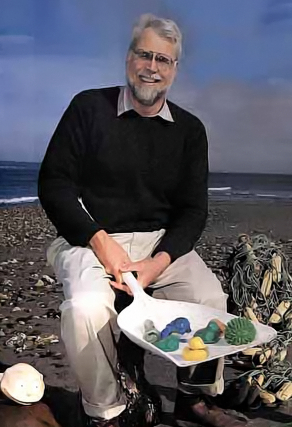
Ozeanforscher Curtis Ebbesmeyer mit Friendly-Floatees-Strandgut

Nach acht Monaten wurden die ersten Spielzeuge in Alaska angespült. Dies erregte die Aufmerksamkeit des Ozeanforschers Curtis Ebbesmeyer. Nach seinen Nachforschungen erreichten viele Plastiktiere Australien und Indonesien sowie einige Chile. Viele Enten folgten der Ringströmung des Pazifiks, die zwei bis drei Jahre für eine Umdrehung benötigt. 1995 schließlich wurde festgestellt, dass Spielzeugtiere vom Beringmeer durch die Beringstraße ins Packeis des Nordpolarmeeres drifteten.

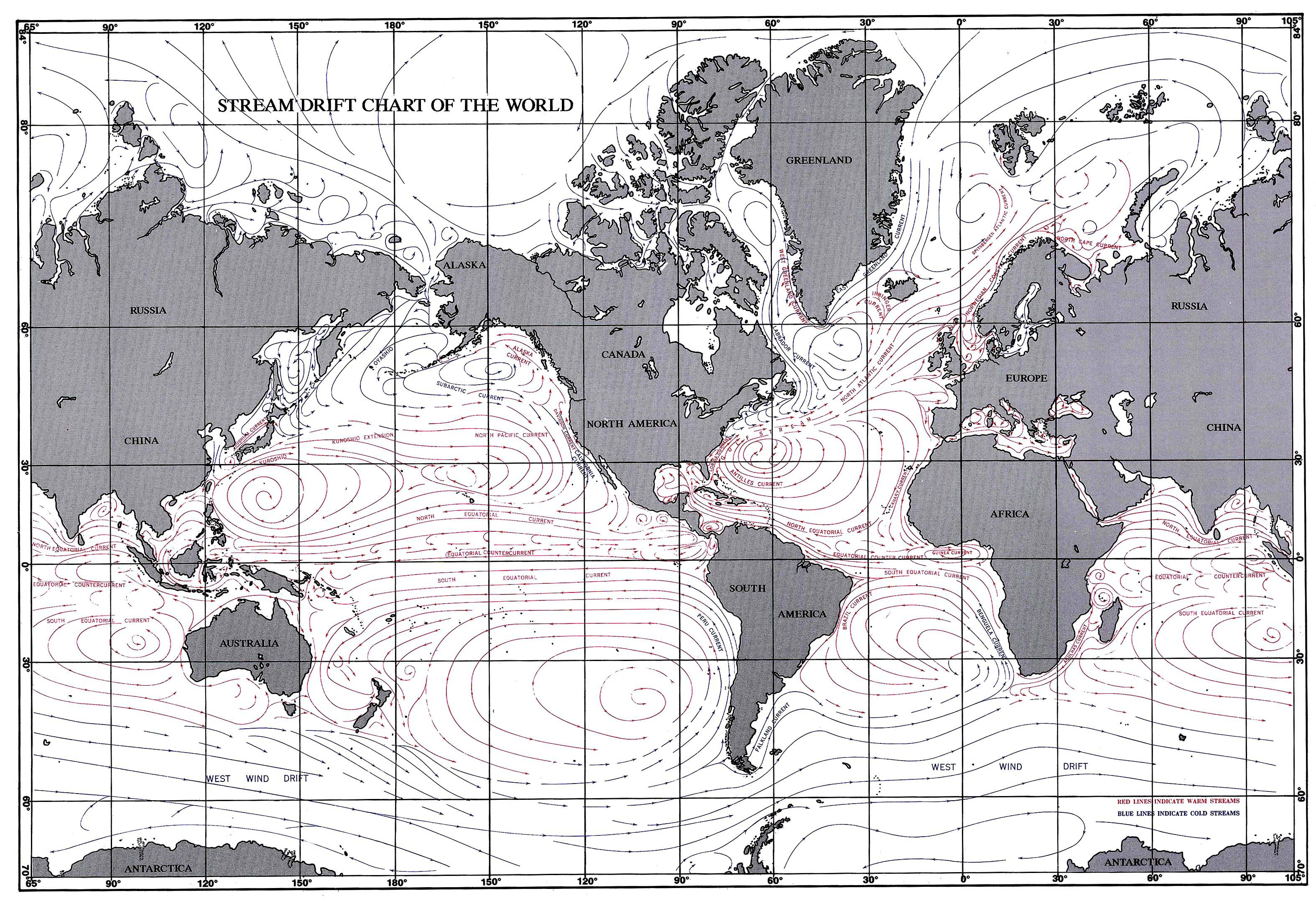
Oberflächen-Meeresströmungen 2004

Schließlich begannen Forscher im Center of Oceanography in Southampton, darunter der Meeresströmungsforscher Simon Boxall, sich mit den Plastiktieren zu beschäftigen. Diese passierten die Ostküste Grönlands. 2000 und 2003 gab es Funde in den US-Staaten Maine und Massachusetts. Auf den Hebriden wurde 2003 ein ausgebleichter Frosch gefunden. Im August 2007 meldete die Engländerin Penny Harris den Fund einer der Enten an einem Strand in Devon, rund 27.000 km vom Ursprungsort entfernt. Von Juli bis Dezember 2003 waren vom US-Hersteller First Years Inc., deren Name auf den Tieren steht, 100 US-Dollar Finderlohn ausgelobt.
Auch Klimaforscher wie Stefan Rahmstorf vom Potsdamer Institut für Klimaforschung sind an den Wanderwegen der Floatees interessiert. Durch die grönländische Eisschmelze im Zuge des Klimawandels dringt Süßwasser in die Labradorsee, das Nordpolarmeer und die Grönlandsee ein, wobei das (leichtere) Süßwasser nicht so leicht absinkt und so die Meeresströmungen verlangsamt.
An der Oberfläche schwimmendes Treibgut ist jedoch vom Wind beeinflusst, während bei wissenschaftlichen Treibbojen durch tief im Wasser liegende Angriffsflächen der Windeinfluss eliminiert werden kann.

## Rezeption in der Kunst
Die niederländische Künstlerin Marga Houtman inspirierte das Schicksal der Floatees zu der über zwei Meter großen Enten-Skulptur Mother Duck, die in England auf die Ankunft ihrer kleinen Artgenossen warten soll.
Der österreichische Schriftsteller Heinrich Steinfest geht in seinem Roman Der Umfang der Hölle mehrfach auf die durch diesen Unfall in den Ozeanen umher schwimmenden Plastik-Enten ein.
Zudem sind Kinderbücher erschienen, die das Geschehen aufgreifen, wie auch das Theaterstück für Kinder Quietsch, die Ente von Anne-Kathrin Klatt, uraufgeführt am Landestheater Tübingen am 1. Dezember 2007.